# 蟠龙镇 (赣州市)
蟠龙镇，是中华人民共和国江西省赣州市章贡区下辖的一个乡镇级行政单位。

## 行政区划
蟠龙镇下辖以下地区：
蟠龙社区、蟠龙村、河坝村、田心村、杨坑村、水碓村、章甫村、杨边村、车头村、桃芫村、箩渡村、虎形村、当塘村、武陵村和坝上村。